# Радаев, Николай Николаевич
Николай Николаевич Радаев (11 ноября 1913 — 23 июня 1977) — советский военачальник. Участник Великой Отечественной войны. Герой Советского Союза (1945). Полковник. Почётный гражданин города Лукоянова.

## Биография
Николай Николаевич Радаев родился 11 ноября 1913 года в уездном городе Лукоянове Нижегородской губернии Российской империи (ныне город, административный центр Лукояновского района Нижегородской области Российской Федерации) в семье рабочего-железнодорожника. Русский. Окончив семь классов неполной средней школы, Николай Николаевич поступил в Нижегородский автодорожный техникум. Окончил два курса, но вследствие тяжёлого материального положения вынужден был прервать учёбу и вернуться домой. Тем не менее, полученных в техникуме знаний ему хватило, чтобы устроиться мастером в городской дорожный отдел, где он проработал до призыва на военную службу.
В ряды Рабоче-крестьянской Красной Армии Н. Н. Радаев был призван Лукояновским районным военкоматом Горьковского края в декабре 1935 года. Срочную службу проходил в городе Горьком в 51-м стрелковом полку 17-й стрелковой дивизии. Окончил полковую школу младших лейтенантов запаса. После демобилизации в ноябре 1937 года Николай Николаевич вернулся в Лукоянов. Работал десятником в Лукояновском леспромхозе. В связи со сложной международной обстановкой в феврале 1940 года его вновь призвали в армию и направили в Слуцк на курсы усовершенствования офицерского состава. После их окончания младший лейтенант Н. Н. Радаев продолжил службу в должности командира пулемётного взвода в 487-м стрелковом полку 143-й стрелковой дивизии Западного особого военного округа.

### От Бреста до Северного Кавказа
В боях с немецко-фашистскими захватчиками Н. Н. Радаев с 24 июня 1941 года на Западном фронте. Боевое крещение принял у деревни Лесная Брестской области Белорусской ССР. В оборонительных боях за город Барановичи в конце месяца Николай Николаевич был тяжело ранен и эвакуирован в госпиталь. После выздоровления с декабря 1941 года он воевал на Южном фронте, командовал стрелковым взводом, затем стрелковой ротой. Участвовал в Ростовской наступательной операции, сражался на линии немецкой обороны Миус-фронт, затем отступал с боями к Дону. После расформирования Южного фронта Николай Николаевич воевал на Северо-Кавказском фронте. В августе 1942 года ему присвоили звание старшего лейтенанта и назначили командиром стрелкового батальона, но вскоре в боях под Армавиром он вновь был ранен и оказался в госпитале.

### Битва за Кавказ
После излечения в конце октября 1942 года старший лейтенант Н. Н. Радаев получил назначение в 34-ю отдельную стрелковую бригаду морской пехоты и принял под командование 1-й отдельный стрелковый батальон. 1 ноября 1942 года бригада полковника А. В. Ворожищева заняла оборону по восточному берегу реки Фиагдон на участке между селениями Дзуарикау и Фиагдон в составе 11-го гвардейского стрелкового корпуса 9-й армии Северной группы войск Закавказского фронта на пути ударной группировки группы армий «А», рвавшейся к Орджоникидзе. Батальон старшего лейтенанта Н. Н. Радаева в ходе Нальчикско-Орджоникидзевской оборонительной операции прикрывал правый фланг бригады. 2 ноября 1942 года, собрав в мощный кулак 13-ю и 23-ю танковые дивизии, румынскую 2-ю горнострелковую дивизию, полк «Бранденбург» и некоторые другие части, противник прорвал оборону на четырёхкилометровом участке фронта в районе села Дзуарикау, и устремился к Орджоникидзе. Срочно переброшенный в район прорыва 1-й батальон старшего лейтенанта Радаева превосходящими силами неприятеля был оттеснён к северу, но совместно с 3-м стрелковым батальоном смог удержать позиции на рубеже Рассвет — Нарт. В то же время отдельный батальон автоматчиков под командованием старшего лейтенанта Л. Д. Березова наглухо закрыл вход в Суарское ущелье. В результате немцам не удалось расширить участок прорыва, и крупная группировка их войск была остановлена на подступах к Орджоникидзе, оттеснена к селу Гизель и уничтожена. В этих боях советскими войсками были разгромлены 13-я немецкая танковая дивизия, полк «Бранденбург», 45-й велобатальон, 7-й сапёрный батальон, 525-й дивизион противотанковой обороны, батальон 1-й немецкой горнострелковой дивизии и 336-й отдельный батальон. Нанесены серьезные потери 23-й немецкой танковой дивизии, 2-й румынской горнострелковой дивизии и другим частям противника. В качестве трофеев было захвачено 140 немецких танков, 7 бронемашин, 70 орудий разных калибров, в том числе 36 дальнобойных, 95 миномётов, из них 4 шестиствольных, 84 пулемёта, 2350 автомашин, 183 мотоцикла, свыше 1 миллиона патронов, 2 склада боеприпасов, склад продовольствия и другое имущество. Потери противника в живой силе составили до 5000 человек. Батальон старшего лейтенанта Радаева в период с 1 по 16 ноября 1942 года уничтожил и подбил 12 вражеских танков и истребил до батальона пехоты неприятеля. Потерпев крупное поражение на подступах к Орджоникидзе, немецкие войска вынуждены были перейти к обороне на рубеже реки Фиагдон. В ходе начавшейся в январе 1943 года Северо-Кавказской наступательной операции 1-й отдельный стрелковый батальон Радаева, ломая упорное сопротивление противника, прошёл с боями около 600 километров и нанёс врагу большой урон. Несмотря на трудные условия горной местности, неблагоприятные погодные условия и ожесточённые бои, батальон вышел в долину реки Кубань с минимальными потерями, сохранив боеспособность и высокий боевой дух. В двадцатых числах января 1943 года Николай Николаевич со своими бойцами принимал участие в освобождении городов Невинномысск и Армавир.

### Освобождение Украины и Молдавии
До лета 1943 года 34-я отдельная стрелковая бригада вела бои на Кубани, планомерно расшатывая немецкую оборону на линии Готенкопф. В июне она была выведена в тыл и обращена на формирование 301-й стрелковой дивизии. Н. Н. Радаев, ставший к этому времени уже майором, был назначен заместителем командира 1054-го стрелкового полка. В конце августа 1943 года 301-я стрелковая дивизия была включена в состав 5-й ударной армии Южного фронта и с 1 сентября принимала участие в Донбасской операции. Николай Николаевич во время наступления находился в боевых порядках своего полка и оказывал практическую помощь командирам батальонов в организации боя. Он участвовал в прорыве Миус-фронта, в составе своего подразделения освобождал города Макеевку и Сталино. Под Макеевкой бойцы полка впервые столкнулись с немецкими танками «Тигр», но ещё на Северном Кавказе они прошли курс боевой учёбы по борьбе с новой немецкой техникой, организованной майором Радаевым, что позволило им успешно отразить все контратаки врага. С 26 сентября 1943 года 1054-й стрелковый полк в составе дивизии вёл тяжёлые и кровопролитные бои на реке Молочная. 21 октября по ранению выбыл из строя командир полка подполковник Н. П. Мурзин, и на его место был назначен майор Н. Н. Радаев. Под его командованием 1054-й стрелковый полк в составе дивизии прорвал линию немецкой обороны «Вотан» на реке Молочная и вышел к низовьям Днепра. В результате успешного завершения Мелитопольской операции части 5-й ударной армии отбросили немецко-фашистские войска за Днепр и взяли под контроль Крымский перешеек, блокировав тем самым крупную группировку войск противника на Крымском полуострове.
В результате крупномасштабного наступления советских войск в Левобережной Украине и Донбассе немецко-фашистские войска вынуждены были на широком фронте отойти за Днепр. В руках немцев к концу 1943 года остался только плацдарм под Никополем. Для его ликвидации зимой 1944 года войска 3-го Украинского фронта, в том числе и приданная им 301-я стрелковая дивизия, провели Никопольско-Криворожскую операцию. Противник придавал плацдарму стратегическое значение. Ещё в марте 1943 года, выступая перед офицерами штаба группы армий «Юг» в Запорожье, А. Гитлер заявил:

Что же касается никопольского марганца, то его значение для нас вообще нельзя выразить словами. Потеря Никополя означала бы конец войны.— Э. фон Манштейн. Утерянные победы.
Немецкие войска оказывали яростное сопротивление и постоянно переходили в контратаки крупными силами пехоты и танков. Ломая сопротивление врага, войска 3-го Украинского фронта постепенно сокращали вражеский плацдарм и прижимали немцев к Днепру. 8 февраля 1943 года 1054-й стрелковый полк при поддержке других соединений дивизии штурмом овладел опорным пунктом немецкой обороны селом Большая Лепетиха и вышел к реке. Никопольский плацдарм противника перестал существовать. В ночь на 15 февраля 1944 года полк Радаева форсировал Днепр и захватил плацдарм у села Золотая Балка. С утра немцы бросили на его ликвидацию крупные силы пехоты и танков. В ходе боя трём немецким танкам удалось прорваться к командному пункту полка. Выскочив из землянки, Николай Николаевич бросился к ближайшему орудию и точными выстрелами уничтожил две вражеские машины. Третий танк был подбит соседним артиллерийским расчётом. Всего при отражении контратаки противника бойцы полка уничтожили около 10 танков и до ста немецких солдат и офицеров. На захваченный полком Радаева плацдарм переправились основные силы дивизии, которые расширили его до 20 километров по фронту и 5 километров в глубину. 26 февраля с плацдарма у Золотой Балки дивизия перешла в наступление и, разгромив противостоявшие ей части вермахта, вышли к реке Ингулец. Майор Н. Н. Радаев со своими бойцами на плечах отступающего противника сумел ворваться в село Новодмитровка и захватить переправу через Ингулец, по которой на правый берег реки переправились артиллерия и тяжёлая техника.
Весной 1944 года майор Н. Н. Радаев принимал участие в освобождении Правобережной Украины. Его полк в ходе Березнеговато-Снигирёвской и Одесской операций стал одной из главных ударных сил дивизии. Николай Николаевич со своими бойцами форсировал реки Южный Буг и Тилигул, одним из первых в дивизии 12 апреля вышел к Днестру на рубеже Гура-Быкулуй — Парканы. Относительную неудачу при форсировании Днестра полк с лихвой компенсировал в боях за плацдарм на правом берегу реки. Заняв позиции на самом сложном участке обороны, бойцы Радаева неоднократно демонстрировали образцы стойкости и мужества. Командир 301-й стрелковой дивизии полковник В. С. Антонов впоследствии вспоминал:

Иногда бои перерастали в сражения. В середине мая гитлеровцы нанесли удар по плацдарму правее нас, в районе Шерпены, где находились соединения 8-й гвардейской армии генерала В. И. Чуйкова. Армия оказалась в трудном положении. Этот удар частично пришёлся и по нашему правофланговому 1054-му стрелковому полку, оборонявшемуся западнее Гура-Быкулай на высотах с курганами. В течение двух суток полк отражал сильные атаки противника и выстоял. Большая заслуга в этом командира полка майора Николая Николаевича Радаева, проявившего твёрдость и высокое искусство в управлении подчинёнными подразделениями. — Антонов В. С. Путь к Берлину.
Командир полка, никогда не прятавшийся за чужой спиной, неоднократно демонстрировавший личное мужество и всегда проявлявший отеческую заботу о своих солдатах, пользовался в полку непререкаемым авторитетом. Владимир Семёнович Антонов отмечал в своих мемуарах:

Командир майор Николай Николаевич Радаев, несмотря на свою молодость, прозван солдатами «батей» за большую выдержку, глубокие знания ратного дела. Мне не раз при разговоре с солдатами приходилось слышать их гордое: «Мы же радаевцы».— Антонов В. С. Путь к Берлину.
С удержанного на Днестре плацдарма, получившего название Шерпенского, 20 августа 1944 года советские войска перешли в наступление в рамках Ясско-Кишинёвской операции. Прорвав оборону противника, полк майора Радаева вышел на оперативный простор, с ходу форсировал реку Ботна и занял рубеж Бозиены — Албина, сомкнув кольцо окружения вокруг гура-галбенской группировки противника. В ночь с 25 на 26 августа 1944 года многотысячная группировка противника пошла на прорыв. 1054-й стрелковый полк майора Н. Н. Радаева принял на себя основной удар сил 30-го армейского корпуса немцев. В течение ночи радаевцы отразили шесть атак превосходящих сил противника, поддерживаемых танками и самоходными артиллерийскими установками. Во время одной из атак большой группе немецких солдат удалось прорваться к командному пункту полка. Собрав вокруг себя всех, кто мог держать в руках оружие, Николай Николаевич навязал противнику рукопашную схватку. Дрались все: командование полка, штабные офицеры, связисты, сапёры, раненые и даже санитарки. Ценой максимального напряжения сил враг был отброшен на исходные позиции. Утром 26 августа остатки немецко-фашистских войск капитулировали. В результате ночного боя полк Радаева уничтожил более 600 солдат и офицеров вермахта, захватил в качестве трофеев 198 автомашин с военным имуществом, 20 артиллерийских орудий, более 60 пулемётов и 1500 винтовок и автоматов. В плен были взяты 1150 человек, в том числе офицеры разгромленного полком штаба 30-го армейского корпуса.

### От Вислы до Одера
После завершения Ясско-Кишинёвской операции 301-я стрелковая дивизия была выведена в резерв Ставки Верховного Главнокомандования и в октябре 1944 года передана в резерв 1-го Белорусского фронта. К началу 1945 года Николай Николаевич получил звание подполковника. 9 января 1945 года части дивизии были введены на Магнушевский плацдарм. В ходе Варшавско-Познанской операции 1054-му стрелковому полку подполковника Н. Н. Радаева предстояла нелёгкая задача не только прорвать оборону противника на своём участке, но и прикрыть открытый правый фланг дивизии. В 9 часов 35 минут 14 января 1945 года полк Радаева после мощной артиллерийской подготовки перешёл в наступление и, прорвав первую линию обороны противника в районе населённого пункта Грабув Залесны (Grabów Zaleśny), завязал бой в глубине вражеской обороны. К вечеру полк вышел ко второй линии обороны немцев, оборудованной на железнодорожной насыпи. Многочисленные ДЗОТы противника не смогли остановить наступательный порыв полка. Перевалив через насыпь, батальоны полка углубились в сплошной лесной массив, кишащий немецкими войсками.

Особенность лесного боя пережили мы сразу же, с продвижением вглубь леса. Появились лесные завалы с пулеметным и орудийным прикрытием. Опушки леса, поляны и просеки были окутаны проволокой и засыпаны минами. Противник перед нашими боевыми порядками появлялся внезапно, как будто вырастал из земли. То он выходил на нас прикрытый лесом, то предпринимал контратаки прямо из-за засад. И наши боевые порядки сходились с противником, как говорится, «стена со стеной».
— Антонов В. С. Путь к Берлину.
Сломив упорное сопротивление врага, 1054-й стрелковый полк утром 15 января вышел к реке Пилице и занял оборону у населённого пункта Марынки к северу от Бяла Гура, прикрыв основные силы дивизии от фланговых атак противника. Пока полки дивизии форсировали Пилицу, радаевцы отразили 10 яростных атак вражеской пехоты и танков, уничтожив в этих боях более 250 солдат и офицеров вермахта, 13 пулемётных точек и 2 артиллерийских орудия. Разгромив контратакующего противника, подполковник Радаев со своими бойцами переправился через Пилицу и стремительным ударом расширил плацдарм в глубину, выйдя на рубеж севернее населённого пункта Воля-Пальчевская. В ходе дальнейшего наступления полк Радаева продолжал действовать в первом эшелоне дивизии. 17 января он с боем вышел к реке Равке, где немцы имели заранее подготовленную и сильно укреплённую полосу обороны. Противник рассчитывал остановить здесь советское наступление, но Николай Николаевич спутал его планы. Стремительной ночной атакой он форсировал водную преграду, ворвался в немецкие траншеи и в ожесточённой рукопашной схватке овладел ими. Преследуя бегущего врага и не давая ему закрепиться на новых рубежах, Радаев со своими бойцами ворвался в город Лович и овладел его восточной окраиной. Подошедшие основные силы завершили освобождение города. За взятие крупного опорного пункта немецкой обороны приказом от 18 января 1945 года личному составу 301-й стрелковой дивизии от имени Верховного Главнокомандующего была объявлена благодарность.
Враг потерпел сокрушительное поражение в Польше, и его сопротивление в дальнейшем уже не носило организованного характера. Продвигаясь в среднем по 35 километров в сутки, вечером 19 января 1945 года части 5-й ударной армии вышли на берег реки Бзура, выполнив поставленную боевую задачу на шесть дней раньше намеченного планом. Обгоняя колонны отступающих к Одеру немцев, передовая группировка армии 26 января форсировала реку Нетце и первой пересекла германско-польскую границу. В ночь на 2 февраля 1945 года 9-й стрелковый корпус, в который входила 301-я стрелковая дивизия, форсировал Одер у населённого пункта Грос-Нойендорф и к утру того же дня закрепился на плацдарме севернее Кюстрина на рубеже Нойлевин — Нойбарним — Ортвиг. 4 февраля на плацдарм был переправлен и полк Радаева, находившийся до этого во втором эшелоне дивизии. В тяжелейших боях за удержание плацдарма, получившего название Кюстринского, радаевцы продемонстрировали образцы мужества и стойкости. В самые напряжённые дни боёв 4—7 февраля они отразили до 40 контратак противника и не только не отступили ни на шаг, но и продвинулись вперёд. Несгибаемую волю и жажду победы бойцов Радаева газета 5-й ударной армии «Советский боец» назвала «сталинградской стойкостью». Не менее стойко сражалась вся дивизия в целом. В февральских боях на одерском плацдарме она разгромила дивизию «Дёберитц», 25-ю мотогренадерскую пехотную дивизию и 5-й отдельный танковый дивизион противника. В конце февраля 1945 года дивизия была отведена на восточный берег Одера для отдыха и пополнения перед решающим наступлением на Берлин.

### На Берлин
Расстояние от Кюстрина до Берлина по прямой составляло всего 83 километра. Это был кратчайший путь к столице Германской империи, но пройти его было не просто. Именно на этом направлении немецкое командование сосредоточило отборные войска с единственной задачей — любой ценой не допустить прорыва советских войск к Берлину. Задача осложнялась тем, что войскам 1-го Белорусского фронта предстояло преодолеть сильно пересечённую местность, насыщенную инженерными заграждениями, с большим количеством населённых пунктов, каждый из которых был подготовлен к долговременной обороне. В ночь на 14 апреля 1945 года 301-я стрелковая дивизия была введена на Кюстринский плацдарм. 1054-й стрелковый полк подполковника Н. Н. Радаева занял исходные позиции для решающего наступления в полутора километрах к западу от населённого пункта Горгаст. Перед полком была поставлена задача прорвать оборону противника и выйти на Зееловские высоты западнее населённого пункта Вербиг. 15 апреля 1945 года передовой батальон полка под командованием майора А. Д. Перепелицина при поддержке дивизиона гвардейских миномётов штурмом взял Военный городок — важный узел немецкой обороны в районе железнодорожной станции Гольцов, обеспечив ввод в прорыв основных сил полка. Отразив контратаку противника, пытавшегося вернуть утраченные позиции, полк Радаева вышел на ближние подступы к населённому пункту Вербиг — ключевому опорному пункту немцев на подступах к Зееловским высотам. 16 апреля 1945 года в 3 часа 20 минут после мощной артиллерийской подготовки в свете прожекторов части 5-й ударной армии начали наступление на Берлин. 1054-й стрелковый полк первым прорвал оборону противника, оборудованную на железнодорожной насыпи, и ворвавшись на станцию Вербиг, в ожесточённой рукопашной схватке разгромили оборонявшиеся здесь части противника, пробив тем самым большую брешь в оборонительных построениях врага. Стремясь не допустить прорыва советских войск в районе Вербига, немецкое командование 17 апреля бросило против стрелковых батальонов Радаева крупные силы пехоты численностью более полка при поддержке двух десятков танков. На склонах Зееловских высот к западу от Вербига закипел ожесточённый бой, длившийся два дня.

Сплошная лавина огня и множество вражеских танков при поддержке авиации пытались любой ценой остановить натиск наших войск, замедлить наше продвижение вперёд. На подразделение старшего лейтенанта Коваля устремилось 9 танков и 4 штурмовых орудия немцев. Под сильным артминомётным огнём противника старшина Абакаров, организовав группу бойцов в количестве 4 человек, повёл их на штурм вражеской обороны. В завязавшейся схватке с немецким бронированным чудовищем отважные воины, воодушевляемые примером отваги и мужества Абакарова, уничтожил 7 танков, 2 самоходных орудия и до 60 гитлеровцев.— ЦАМО, ф. 33, оп. 793756, д. 1.

На огневую позицию товарища Скрябина устремилось 7 немецких танков «Тигр» и 2 бронетранспортёра. Присутствие духа, стойкости и спокойствия у товарища Скрябина помогли выйти ему победителем из неравного поединка. Подпустив танки на 100—120 метров, товарищ Скрябин сделал один за другим 10 выстрелов. От метких выстрелов отважного бронебойщика 4 вражеских танка и бронетранспортёр навсегда остались недвижимыми. — ЦАМО, ф. 33, оп. 793756, д. 44.

Капитан Полюсук…смело и решительно повёл свой батальон на штурм высоты. Немцы, пытаясь удержать за собой этот важный рубеж обороны, контратаковали батальон Полюсука. Советские воины, следуя примеру отважного командира, вступили в единоборство с численно превосходящими силами немцев, в ожесточённой схватке уничтожили 6 немецких танков, 2 самоходные пушки и 90 гитлеровцев. Капитан Полюсук с криками «За Сталина» и «Ура» первым достиг высоты и водрузил на ней Красное Знамя батальона.— ЦАМО, ф. 33, оп. 793756, д. 38.
Во время боя Радаев наблюдал, как командир отделения 8-й стрелковой роты старшина Кади Абакаров, в этом бою лично уничтоживший пять немецких танков, лихо отплясывал лезгинку на башне подбитого им «Тигра». Когда последние выстрелы на Зееловских высотах затихли, подполковник Н. Н. Радаев направился в боевые порядки полка поблагодарить своих солдат за проявленное мужество и стойкость, а также почтить память павших воинов.
После прорыва немецкой обороны на Зееловских высотах 1054-й стрелковый полк двигался к Берлину во втором эшелоне дивизии, подавляя оставшиеся очаги сопротивления противника. Вновь в первую линию полк Радаева выдвинулся при штурме берлинского предместья Карлсхорст. Ломая ожесточённое сопротивление врага, радаевцы 23 апреля 1945 года первыми в дивизии вышли к реке Шпрее и, форсировав её в районе острова Булен-брух, оттеснили немецкие войска вглубь парков Трептов и Плентервальд. Успешный захват полком плацдарма на Шпрее дал возможность 1-му отдельному отряду полуглиссеров 1-й бригады речных кораблей Краснознаменной Днепровской военной флотилии начать работу по переброске войск и техники 5-й ударной армии через водную преграду. Начались ожесточённые уличные бои в столице Германской империи. Очищая от немецко-фашистских войск квартал за кварталом, 1054-й стрелковый полк подполковника Н. Н. Радаева к вечеру 27 апреля пересёк Линденштрассе южнее Кохштрассе. Впереди замаячили кварталы сектора административных зданий «Цитадель». 29 апреля 1945 года радаевцы начали штурм центра Берлина. Наступая вдоль Вильгельмштрассе, они с боем взяли здание Министерства финансов, выбили немцев из сильно укреплённого здания на пересечении Вильгельмштрассе и Фоссштрассе и вышли к скверу имперской канцелярии. 1—2 мая подполковник Н. Н. Радаев со своими бойцами участвовал в штурме рейхсканцелярии. Боевой путь Николай Николаевич завершил в фюрербункере в личном кабинете Гитлера. 4 мая 1945 года лучшие воины полка участвовали в берлинском Параде Победы, парадными рядами пройдя по Паризер-плац у Бранденбургских ворот. За образцовое выполнение боевых заданий командования на фронте борьбы с немецкими захватчиками и проявленные при этом отвагу и геройство указом Президиума Верховного Совета СССР от 31 мая 1945 года подполковнику Радаеву Николаю Николаевичу было присвоено звание Героя Советского Союза.

### После войны
После окончания Великой Отечественной войны Н. Н. Радаев продолжил службу в вооружённых силах СССР. Окончив Военную академию имени М. В. Фрунзе, служил в строевых частях Советской Армии. С 1961 года полковник Н. Н. Радаев — в запасе. После увольнения из армии Николай Николаевич жил в Горьком, работал секретарём парткома на Горьковском автомобильном заводе. 23 июня 1977 года Николай Николаевич скончался. Похоронен на Красном (Бугровском) кладбище Нижнего Новгорода.

## Награды и звания
- Медаль «Золотая Звезда» (31.05.1945);
- два ордена Ленина (24.03.1945; 31.05.1945)
- орден Красного Знамени (31.09.1944);
- орден Отечественной войны 1-й степени (31.01.1943);
- орден Красной Звезды (10.03.1943);
- медали, в том числе:
  - медаль «За оборону Кавказа»;
- почётный гражданин города Лукоянова.

## Память
- Мемориальная доска в честь Героя Советского Союза Н. Н. Радаева установлена в Нижнем Новгороде по адресу: улица Витебская, 58.
- В честь Героя Советского Союза Н.Н.Радаева, уроженца города Лукоянова, названа одна из улиц районного центра.

## Документы
- Общедоступный электронный банк документов «Подвиг Народа в Великой Отечественной войне 1941—1945 гг.» Дата обращения: 7 сентября 2013. Архивировано из оригинала 13 марта 2012 года.

Представление к званию Героя Советского Союза.
Указ Президиума Верховного Совета СССР о присвоении звания Героя Советского Союза.
Орден Ленина (наградной лист и указ ПВС СССР о награждении).
Орден Красного Знамени (наградной лист и приказ о награждении).
Орден Отечественной войны 1-й степени (наградной лист и приказ о награждении).
Орден Красной Звезды (наградной лист и приказ о награждении).
- Обобщённый банк данных «Мемориал». Архивировано из оригинала 10 мая 2012 года.

ЦАМО, ф. 33, оп. 11458, д. 90.
ЦАМО, ф. 33, оп. 11458, д. 593.
ЦАМО, ф. 33, оп. 11458, д. 256.
ЦАМО, ф. 33, оп. 11458, д. 48.
ЦАМО, ф. 33, оп. 11458, д. 592.